# Македонски научен институт
Македонският научен институт е българска научна организация, създадена през 1923 г., която има за цел изучаването на географската област Македония и предимно на българското население в нея.

## Основаване и дейност до 1947 г.
На 23 септември 1923 година Щипското братство по инициатива на Спиро Константинов и Диаманди Николов свиква в Софийския университет общо събрание на интелектуалци, родом от Македония, на което Константинов развива идеята за създаване на научен институт, занимаващ се с изследване на Македония. Идеята е приета и на 21 декември 1923 г. в аудитория 10 на Софийския университет 52-ма видни български учени и общественици създават Македонския научен институт със седалище в София, приемат устав и избират първия му Управителен съвет начело с председател проф. Иван Георгов.
Институтът си поставя за цел да проучва историята, етнографията, езика и стопанския живот на Македония, да събира материали за националноосвободителните борби на македонските българи и да запознава с тях научната и културната общественост в България и в чужбина.
| Учредители на Македонския научен институт | Учредители на Македонския научен институт | Учредители на Македонския научен институт | Учредители на Македонския научен институт | Учредители на Македонския научен институт | Учредители на Македонския научен институт |
| Номер                                     | Име                                       | Години                                    | Родом                                     | Професия                                  |                                           |
| ----------------------------------------- | ----------------------------------------- | ----------------------------------------- | ----------------------------------------- | ----------------------------------------- | ----------------------------------------- |
| 1.                                        | Михаил Арнаудов                           | (1878 – 1978)                             | Русе (произход от Вратница)               | литературен историк                       |                                           |
| 2.                                        | Йордан Бадев                              | (1888 – 1944)                             | Битоля                                    | журналист                                 |                                           |
| 3.                                        | Стефан Баджов                             | (1881 – 1953)                             | Крушево                                   | художник                                  |                                           |
| 4.                                        | Георги Баждаров                           | (1881 – 1929)                             | Горно Броди                               | революционер                              |                                           |
| 5.                                        | Александър Балабанов                      | (1879 – 1955)                             | Щип                                       | литературовед                             |                                           |
| 6.                                        | Георги Баласчев                           | (1869 – 1936)                             | Охрид                                     | историк                                   |                                           |
| 7.                                        | Владимир Бульов                           | (1888 – 1968)                             | Крушево                                   | спелеолог, журналист, писател             |                                           |
| 8.                                        | Димитър Влахов                            | (1878 – 1953)                             | Кукуш                                     | политик                                   |                                           |
| 9.                                        | Иван Георгов                              | (1862 – 1936)                             | Велес                                     | философ                                   |                                           |
| 10.                                       | Димитър Жостов                            | (1868 – 1935)                             | Гайтаниново                               | военен                                    |                                           |
| 11.                                       | Петър Завоев                              | (1880 – 1969)                             | Щип                                       | журналист                                 |                                           |
| 12.                                       | Борис Зографов                            | (1891 – 1957)                             | Битоля                                    | журналист                                 |                                           |
| 13.                                       | Йордан Иванов                             | (1872 – 1947)                             | Кюстендил (произход от Кратово)           | историк                                   |                                           |
| 14.                                       | Тома Карайовов                            | (1869 – 1950)                             | Скопие                                    | дипломат                                  |                                           |
| 15.                                       | Иван Каранджулов                          | (1856 – 1930)                             | Прилеп                                    | юрист                                     |                                           |
| 16.                                       | Пандо Киселинчев                          | (1890 – 1980)                             | Косинец                                   | художник                                  |                                           |
| 17.                                       | Спиро Константинов                        | (1887 – 1936)                             | Щип                                       | юрист                                     |                                           |
| 18.                                       | Данаил Крапчев                            | (1880 – 1944)                             | Прилеп                                    | журналист                                 |                                           |
| 19.                                       | Георги Кулишев                            | (1885 – 1974)                             | Дойран                                    | политик                                   |                                           |
| 20.                                       | Владимир Кусев                            | (1867 – 1941)                             | Прилеп                                    | юрист                                     |                                           |
| 21.                                       | Андрей Ляпчев                             | (1866 – 1933)                             | Ресен                                     | политик                                   |                                           |
| 22.                                       | Никола Милев                              | (1881 – 1925)                             | Мокрени                                   | историк                                   |                                           |
| 23.                                       | Любомир Милетич                           | (1863 – 1937)                             | Щип                                       | езиковед                                  |                                           |
| 24.                                       | Тодор Михайлов                            | (1897 - ?)                                | Битоля                                    | юрист                                     |                                           |
| 25.                                       | Димитър Мишайков                          | (1883 – 1945)                             | Пазарджик (произход от Пътеле)            | икономист                                 |                                           |
| 26.                                       | Петър Мърмев                              | (1884 – 1945)                             | Прилеп                                    | журналист                                 |                                           |
| 27.                                       | Никола Мушмов                             | (1869 – 1942)                             | Струга                                    | нумизмат                                  |                                           |
| 28.                                       | Диаманди Николов                          | (1867 – 1942)                             | Щип                                       | военен, касиер на МНИ                     |                                           |
| 29.                                       | Коста Николов                             | (1893 – 1944)                             | Вирче                                     | военен                                    |                                           |
| 30.                                       | Тодор Павлов                              | (1878 – 1948)                             | Скопие                                    | дипломат                                  |                                           |
| 31.                                       | Георги Палашев                            | (1879 – 1926)                             | Велес                                     | учител                                    |                                           |
| 32.                                       | Васил Пасков                              | (1874 – 1934)                             | Осиково                                   | журналист                                 |                                           |
| 33.                                       | Антон Попстоилов                          | (1869 – 1928)                             | Лешко                                     | фолклорист                                |                                           |
| 34.                                       | Андрей Протич                             | (1875 – 1959)                             | Велес                                     | изкуствовед                               |                                           |
| 35.                                       | Кирил Пърличев                            | (1875 – 1944)                             | Охрид                                     | революционер                              |                                           |
| 36.                                       | Симеон Радев                              | (1879 – 1967)                             | Ресен                                     | дипломат                                  |                                           |
| 37.                                       | Страхил Развигоров                        | (1897 – 1948)                             | Щип                                       | революционер                              |                                           |
| 38.                                       | Владимир Руменов                          | (1870 – 1939)                             | Крушево                                   | лекар                                     |                                           |
| 39.                                       | Кръстьо Сарафов                           | (1876 – 1952)                             | Либяхово                                  | артист                                    |                                           |
| 40.                                       | Христо Силянов                            | (1880 – 1939)                             | Цариград (произход от Охрид)              | историк                                   |                                           |
| 41.                                       | Стоян Симеонов                            | (1880 – 1946)                             | Велес                                     | учител                                    |                                           |
| 42.                                       | Иван Снегаров                             | (1882 – 1971)                             | Охрид                                     | историк                                   |                                           |
| 43.                                       | Евтим Спространов                         | (1868 – 1931)                             | Охрид                                     | писател                                   |                                           |
| 44.                                       | Александър Станишев                       | (1886 – 1945)                             | Кукуш                                     | лекар                                     |                                           |
| 45.                                       | Константин Станишев                       | (1877 – 1957)                             | Кукуш                                     | лекар                                     |                                           |
| 46.                                       | Константин Стоянов-Вълканов               | (1868 – 1927)                             | Песочница                                 | учител                                    |                                           |
| 47.                                       | Никола Стоянов                            | (1874 – 1967)                             | Дойран                                    | икономист                                 |                                           |
| 48.                                       | Георги Стрезов                            | (1864 – 1938)                             | Охрид                                     | юрист                                     |                                           |
| 49.                                       | Наум Томалевски                           | (1882 – 1930)                             | Крушево                                   | революционер                              |                                           |
| 50.                                       | Теодор Траянов                            | (1882 – 1945)                             | Пазарджик (произход от Кожле)             | поет                                      |                                           |
| 51.                                       | Перикли Чилев                             | (1864 – 1925)                             | Крушево                                   | учител                                    |                                           |
| 52.                                       | Атанас Яранов                             | (1878 – 1964)                             | Кукуш                                     | журналист                                 |                                           |

Македонският научен институт се превръща във важна част от научно-политическия фронт на освободителното движение на македонските българи и в общонационален научен център. Той привлича голяма част от интелигенцията, чиито родови корени са от Македония, както и учени и общественици от всички краища на страната, които изследват националните проблеми на България. Сред първостроителите на Института са утвърдени и ерудирани учени – професорите Любомир Милетич, Иван Георгов, Александър Балабанов, Никола Стоянов, Михаил Арнаудов, Кирил Мирчев, Стоян Романски, Евтим Спространов, Кирил Пърличев (син на Григор Пърличев) и други. Численият състав на Института до Втората световна война достига 110 души. Редовни и почетни членове на Института стават и много чуждестранни учени, познавачи на македонския въпрос и приятели на България. Сред тях са професор Афанасий Селишчев, професор Павел Милюков, професор Никодим Кондаков, професор Станислав Слонски, професор Мечислав Малецки, Лудвик Куба, професор Любор Нидерле, професор Густав Вайганд, професор Андре Мазон, Едуард Бойл, Жюстен Годар и други.
Печатният орган на Института списание „Македонски преглед“ публикува статии, рецензии и материали по широк кръг проблеми от историята, етнографията, фолклора и езикознанието. До края на Втората световна война са публикувани 13-годишнини на списанието. Негови сътрудници са около 120 души български учени, между които професорите Милетич, Георгов, Балабанов, Васил Златарски, Михаил Арнаудов, Иван Шишманов, Йордан Иванов, Анастас Иширков, Стоян Романски, Стефан Младенов, Кръстьо Мирчев, Иван Снегаров и други, както и чуждестранни учени слависти като Николай Державин, Михаил Сперански, Михаил Попруженко, Афанасий Селишчев, Леон Ламуш и други.
По-известни измежду издадените от Института документални сборници, монографии, научнопопулярни книги и брошури от серията Македонска библиотека са: Документи за противобългарските действия на сръбските и гръцките власти в Македония през 1912 – 1913 г., книгата на Иван Георгов Днешното положение в Македония под сръбска и гръцка власт и Обществото на народите, на Георги Баждаров Македонският въпрос вчера и днес, на Георги П. Генов Правното положение на малцинствата (с особен оглед на българските малцинства в съседните държави) и други. Ценни сведения за революционното движение в края на XIX и началото на XX век се съдържат в спомените на ръководители и войводи на ВМОРО, записани от Любомир Милетич и издадени в 11 книги от поредицата Материали за македонското освободително движение.
Дело на МНИ е построяването на Македонския културен дом в София, който става духовно средище на бежанците от Македония. В сградата на дома е подредена историко-етнографска сбирка, с около 1000 уникални експоната, както и библиотека с 4000 тома специализирана литература.
МНИ поддържа връзки с редица национални научни институти и славистични и балканистични центрове в Европа и по света. Членовете на Института участват активно с доклади по важни теми в международни научни форуми и срещи. В периода 1924 – 1941 година те изнасят повече от 300 лекции, доклади и беседи пред учени, политици, дипломати, журналисти и студенти във Виена, Берлин, Лайпциг, Париж, Лондон, Рим, Милано, Варшава, Будапеща, Чикаго, Детройт и прочее в защита на историята на българите в Македония.
През 1940 година председателят на МНИ проф. Никола Стоянов подписва обща декларация за присъединяването на целокупна и обединена Македония в границите на България.
В периода 1941 – 1944 г. МНИ разширява своята дейност и в освободените части от Македония. Членовете на Института участват в провеждането на научни събрания и в чествания на исторически годишнини в Скопие, Битоля, Охрид, Щип и други. Те подпомагат възраждането на българското училищно дело и създаването на културни и научни институции, като Народната библиотека и Университета в Скопие 1942 – 1943 г.
Политическите промени в България след преврата от 9 септември 1944 година се отразяват неблагоприятно върху дейността на Македонския институт. Ръководството на Института начело с професор Никола Стоянов е отстранено и със заповед Н.16 от 17.1.1945 година на МВР на България назначава ново ръководство, начело с дотогавашния подпредседател на Изпълнителния съвет професор Димитър Силяновски, който обаче през ноември същата година подава оставка поради засиления натиск от Белград за пропагандиране на македонизма. Новото ръководство се състои от политически лица, начело с Георги Кулишев. По настояване на Белград и Скопие БРП (к) като управляваща партия нарежда през юни 1947 година МНИ да се самоликвидира. Книжовното, документалното и етнографското наследство, а също и костите на големия български революционер и апостол Гоце Делчев са предадени на Скопие. Другите членове на института в това време са Димитър Влахов, Павел Шатев, Христо Калайджиев, Александра Хаджидимова, Владимир Поптомов, Георги Кулишев, Димитър Томчев, Георги Абаджиев, Петър Тошков и Стефан Нанов.

## Възстановяване и дейност след 1990 г.
С развитието на демократичните процеси в България в началото на 90-те години се създават условия за възстановяване на МНИ. Това става на 3 май 1990 година по инициатива на 42-ма учени, публицисти и общественици. Възстановеният МНИ възприема целите и научните традиции на създадения през 1923 година Институт. През този нов период МНИ обединява над 80 специалисти от различни области – историци, езиковеди, етнографи, фолклористи, юристи и други. За чуждестранни членове са приети професор Ото Кронщайнер от Австрия, професор Тадеуш Шимански и професор Антони Гиза от Полша, професор Хайнрих Щамлер от САЩ и други.
МНИ създава свои структури в провинцията. През 1993 г. в Благоевград е основан Научно-информационен център, а от 1998 г. научно-информационни групи се създават в градовете Гоце Делчев, Разлог, Сандански, Петрич, Кюстендил, Дупница и Варна. Всички те изпълняват и популяризират програмите на Института.
Основна роля в изпълнение на научните програми на Института играе списание Македонски преглед. Според обявената в него редакционна политика, списанието си поставя за цел да ратува за духовното единство на българския народ, да подкрепя стремежа за съхраняването на българското съзнание и национална култура сред българите, живеещи по света. Списанието реагира срещу всички опити да се оспорва българската национална и културна същност на населението в Македония, да се изопачава историческата истина и да се насаждат македонистичните заблуди за съществуването на „македонска нация и език“.
Към 2009 г. в редакционната колегия на списанието влизат проф. д.и.н. Трендафил Митев (главен редактор), проф. д.и.н. Димитър Гоцев, доц. д-р Стоян Германов, проф. д.и.н. Светлозар Елдъров, ст.н.д. Маргарита Василева, ст.н.с. д-р Александър Гребенаров, проф. Константин Йордан (Румъния), ст.н.с. д-р Ана Чолева, ст.н.д. д-р Лиляна Василева, д-р Георги Георгиев. В предишните години членове на редколегията са били и видните български учени акад. Веселин Хаджиниколов, акад. Иван Дуриданов, проф. Добрин Мичев, проф. Петър Шапкарев, проф. Петър Петров.
Възстановена е и поредицата Македонска библиотека, от която общо до 2006 г. са издадени 58 документални сборника, монографии и научнопопулярни брошури. Между тях са:
- фундаменталното 4-томно издание Националноосвободителното движение на македонските и тракийските българи 1878 – 1944 г.;
- Британски дипломатически документи по българския национален въпрос, С., 1993 г.;
- Македония през погледа на австрийските консули, дипломатически документи в два тома, С., 1996 г.;
- Лингвистични студии за Македония, 1996 г.;
- Документи за Македония на българската емиграция в САЩ, Канада и Австралия 1900 – 1945 г., 1995 г.;
- Македония и Тракия в борба за свобода края на XIX – началото на ХХ в. Нови документи, 1995 г.;
- Даскалов, Георги. Българите в Егейска Македония : мит или реалност.   София, Македонски научен институт, 1996. ISBN 9789548187275.
- Кръсте П. Мисирков. Прозрения, 2000 г.;
- Димитър Гоцев. Новата национално-освободителна борба във Вардарска Македония 1944 – 1992, 2000 г.;
- В. Трайков. Кр. П. Мисирков и за българските работи, 2002 г.;
- Гребенаров, Александър. Легални и тайни организации на македонските бежанци в България (1918 – 1947).   София, Македонски научен институт, 2006. ISBN 9789548187732. и други.

Важно направление в дейността на МНИ е организирането на научни прояви с българско и международно участие. Научните форуми са посветени на юбилейни дати на големи събития и видни личности, свързани с историята на македонските българи и с общонационалната история. Такива са годишнините от създаването на ВМОРО, Илинденско-Преображенското въстание, Кресненско-Разложкото въстание, Тиквешкото и Охридско-Дебърското въстание, Балканската война, юбилейни годишнини от рождението на Васил Левски, на Дамян Груев, Гоце Делчев, Тодор Александров, Иван Михайлов и други. На международни научни форуми участват членове на МНИ: Световния конгрес на историците в Монреал, Канада през 1995 г., конференцията в Скопие през 1996 година, в Австрия през 1997 година, Конференцията на ОССЕ във Варшава през 1998 г., Славистичния конгрес в Прага през 1998 година.
През 2009 г. в София излиза трудът на ст.н.с. д-р Александър Гребенаров „Македонският научен институт (1923 – 2008). Документален летопис“.

## Председатели на МНИ
- 1923 – 1930 професор Иван Георгов, философ от Велес
- 1930 – 1937 професор Любомир Милетич, филолог от Щип
- 1938 – 1945 професор Никола Стоянов, икономист и астроном от Дойран
- 1945 – професор Димитър Силяновски, юрист от Крушево
- 1945 – 1947 Георги Кулишев, юрист и политик от Дойран
- 1990 – 1997 професор Петър Шапкарев, икономист от София по произход от охридския род Шапкареви
- 1997 – 2008 професор Димитър Гоцев, историк от село Панчарево, Пехчевско
- 2008 – 2014 професор Трендафил Митев, историк от София
- 2014 – 2020 доцент Александър Гребенаров, историк от Кърджали
- 2020 – професор Георги Николов, историк от София по произход от Охридско[7]